# Rosnoën
Rosnoën (tiếng Breton: Rosloc'hen) là một xã của tỉnh Finistère, thuộc vùng Bretagne, miền tây bắc Pháp.

## Dân số
Người dân ở Rosnoën được gọi là Rosnoënais.